# 山本壮一郎
山本 壮一郎（やまもと そういちろう、旧字体では「壯一郎」。1919年6月15日 - 2001年1月18日）は、日本の内務官僚、政治家。
全国知事会副会長、宮城県知事、宮城県副知事などを歴任。

## 経歴
大阪府大阪市天王寺区生まれ。旧制大阪高校を経て、1943年（昭和18年）に東京帝国大学法学部政治学科を卒業した。高等文官試験に合格し、同年内務省に入省するが、太平洋戦争激化に伴い、海軍に志願した。1944年（昭和19年）、海軍経理学校を卒業し、海軍主計中尉として第二南遣艦隊司令部に配属され、ボルネオで終戦を迎えた。
1946年（昭和21年）に復員後、内務省に復帰した。内務省解体後は自治省に移り、宮城県に出向。1960年（昭和35年）に宮城県総務部長、1965年（昭和40年）に宮城県副知事となった。1969年（昭和44年）、宮城県知事選挙に立候補し当選。以後5期20年間知事職を務めた。最初と2回目の選挙は自民党公認で立候補した。
住民参加型の地方自治の推進を目指し、この間、1973年（昭和48年）より東北自治協議会会長、1979年（昭和54年）より地方制度調査会委員、1983年（昭和58年）より全国知事会副会長、1987年（昭和62年）より財団法人宮城県国際交流協会会長をそれぞれ歴任した。
1989年（平成元年）に知事職から退任。その後、仙台空港ビル社長、テクノプラザみやぎ社長に就任した他、1995年（平成7年）には地方分権推進委員会委員を務めた。
2001年（平成13年）1月18日、骨髄異形成症候群のため東北大学医学部附属病院で死去。

## 栄典・受賞
- 1989年 - 勲一等瑞宝章受章[2]
- 1990年（平成2年）11月3日 - 宮城県名誉県民表彰

## 親族
- 実弟 - 山本研二郎（大阪市立大学学長）